# کیوان‌ده
کیوان‌ده (به ترکی آذربایجانی: Keyvəndi) یک منطقهٔ مسکونی در جمهوری آذربایجان است که در شهرستان اسماعیل‌لی واقع شده‌است. کی‌وندی ۴۶۷ نفر جمعیت دارد.